# شويعرة
الشويعرة أو السليسلة أو العلفية أو الثُرْغُول أو البرومس جنس نباتي يتبع الفصيلة النجيلية. يضم هذا الجنس حالياً حوالي 160-170 نوعاً يعد معظمها أعشاباً تنمو مع المحاصيل النجيلية مثل الحنطة والشعير. تعد بعض أنواع هذا الجنس محاصيلا علفية مثل الشويعرة اللاشوكية وشويعرة المروج.

## من أنواع الشويعرةالواطنةفيالوطن العربي
1. الشويعرة الثعلبية (باللاتينية: Bromus alopecuros) في بلاد الشام
2. شويعرة ثعلبية نويع الثعلبية (باللاتينية: Bromus alopecuros subsp. alopecuros) في بلاد الشام
3. شويعرة ثعلبية نويع ثنائية السفا (باللاتينية: Bromus alopecuros subsp. biaristulatus) في بلاد الشام والمغرب العربي
4. شويعرة ثعلبية نويع كارول هنري (باللاتينية: Bromus alopecuros subsp. caroli-henrici) في بلاد الشام وقبرص وتركيا واليونان
5. الشويعرة الحقلية (باللاتينية: Bromus arvensis) في بلاد الشام
6. الشويعرة الخشنة (باللاتينية: Bromus squarrosus) في بلاد الشام
7. الشويعرة الدانثونية (باللاتينية: Bromus danthoniae) في بلاد الشام وتركيا والقوقاز
8. الشويعرة الدجلاوية (باللاتينية: Bromus tigridis) في بلاد الشام
9. الشويعرة ذهبية اللحية (باللاتينية: Bromus chrysopogon) في بلاد الشام
10. الشويعرة الشعيرية (باللاتينية: Bromus hordeaceus) في بلاد الشام
11. شويعرة قصيرة السنبلة كاذبة (باللاتينية: Bromus pseudobrachystachys) في بلاد الشام
12. الشويعرة المستدقة (باللاتينية: Bromus lanceolatus) في بلاد الشام
13. الشويعرة المكنسية (باللاتينية: Bromus scoparius) في بلاد الشام
14. الشويعرة الوسيطة (باللاتينية: Bromus intermedius) في بلاد الشام
15. الشويعرة اليابانية (باللاتينية: Bromus japonicus) في بلاد الشام والقوقاز ومعظم مناطق أوروبا
16. شويعرة يابانية نويع الأناضولية (باللاتينية: Bromus japonicus subsp. anatolicus) في بلاد الشام وتركيا والقوقاز واليونان
17. شويعرة يابانية نويع اليابانية (باللاتينية: Bromus japonicus subsp. japonicus) في بلاد الشام والقوقاز

## معرض صور

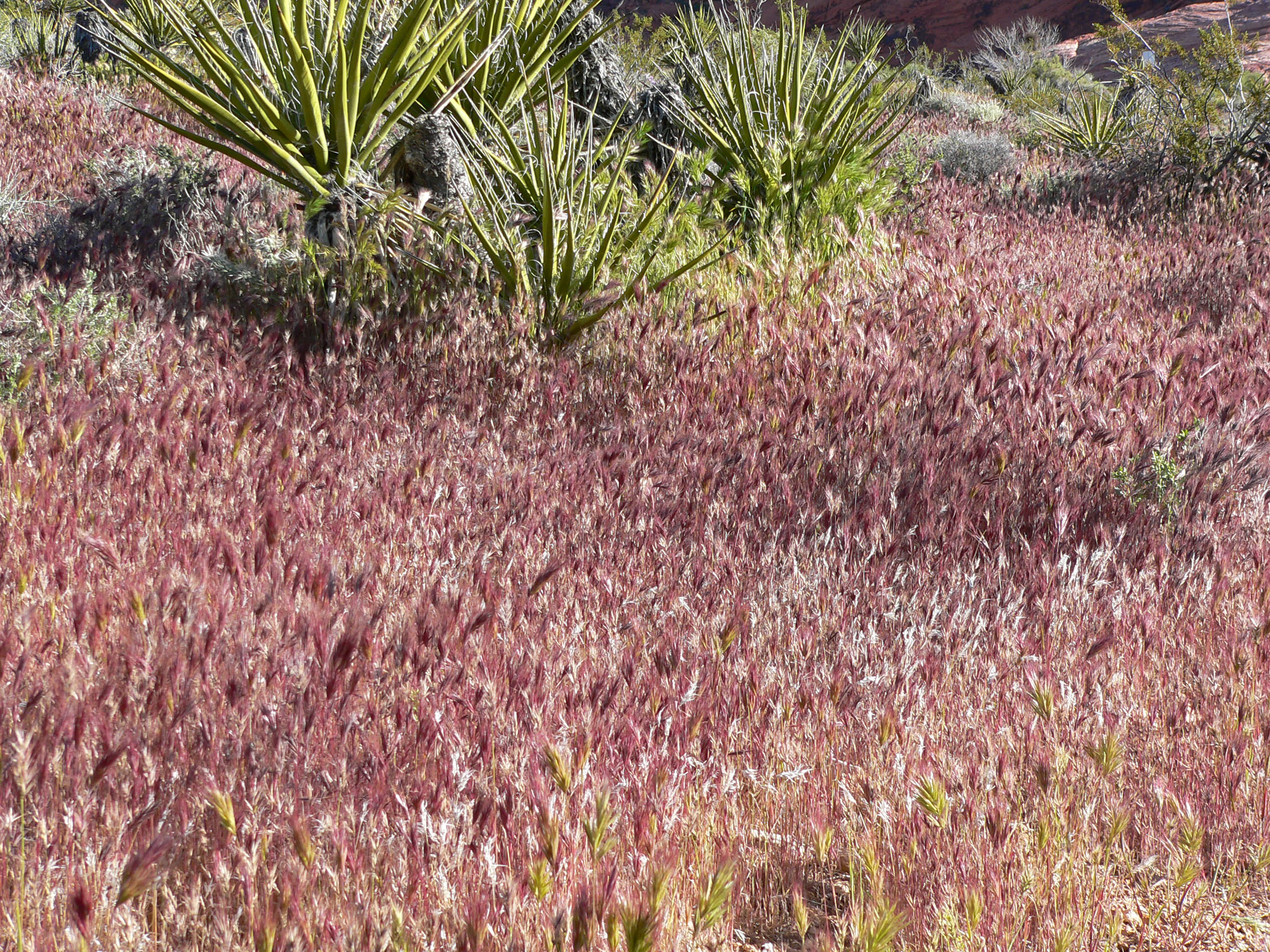
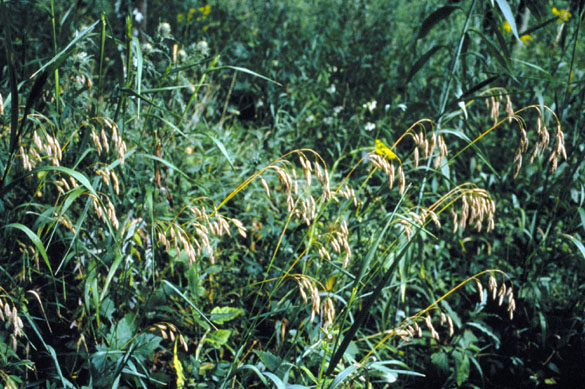
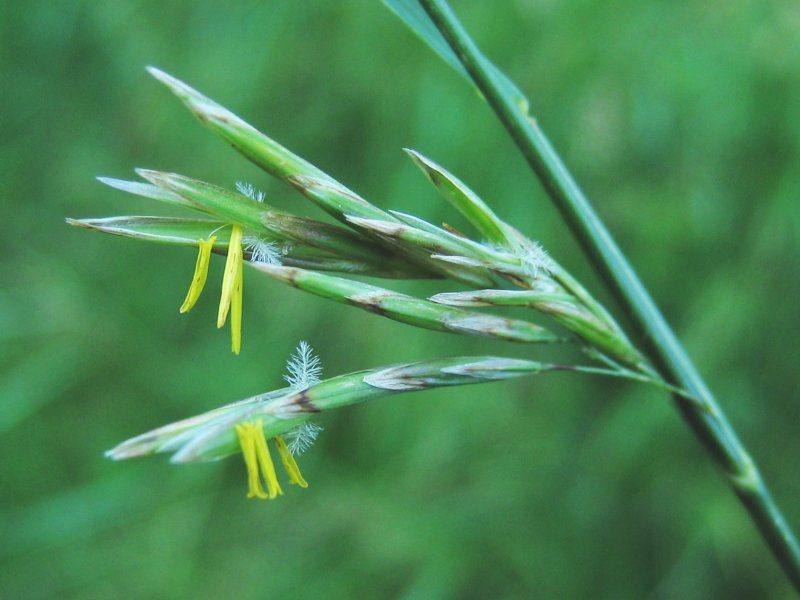
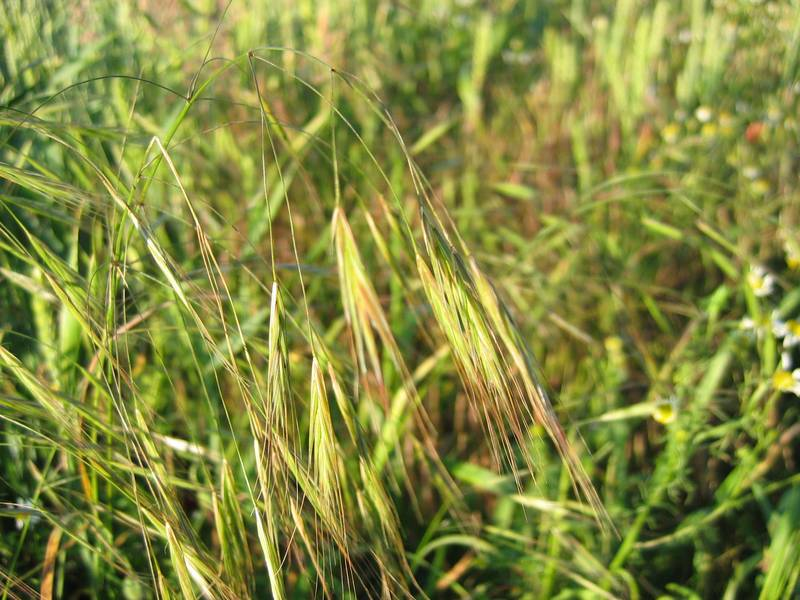
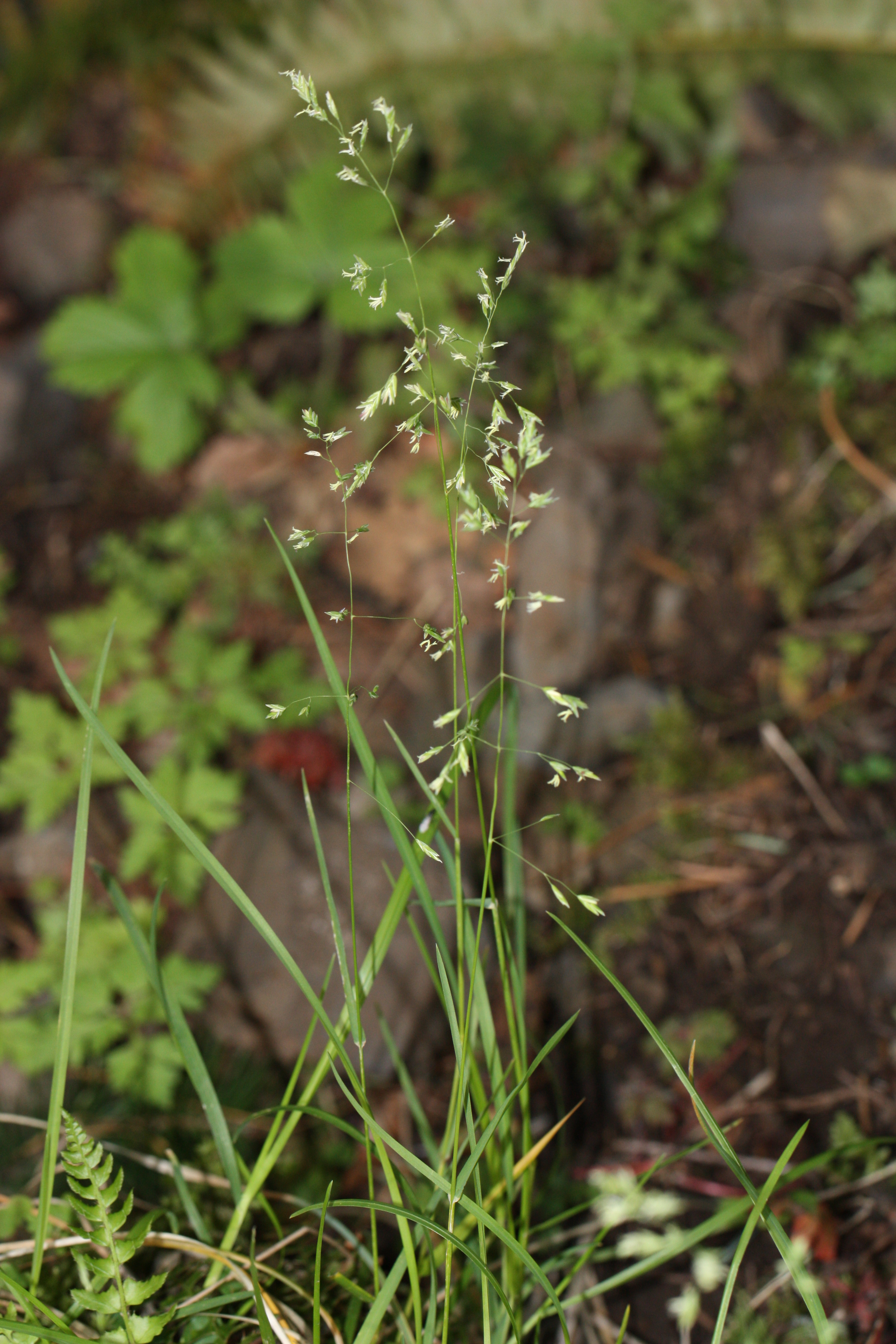
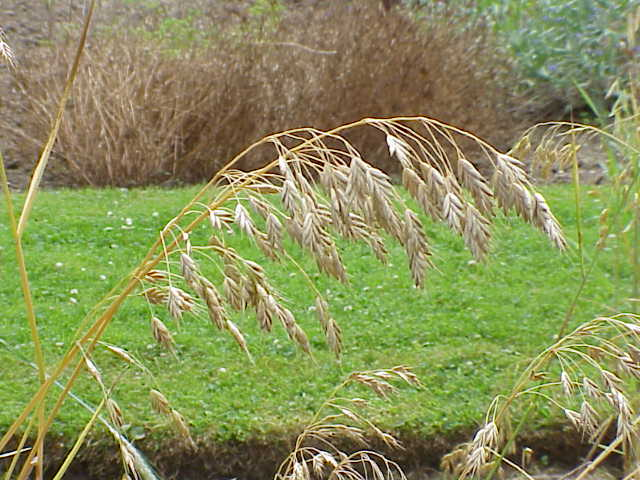

## من أنواع الشويعرة الأخرى
- شويعرة الأردين (باللاتينية: Bromus bromoideus)
- شويعرة أريزونا (باللاتينية: Bromus arizonicus)
- شويعرة أوركوت (باللاتينية: Bromus orcuttianus)
- الشويعرة الشاطئية (باللاتينية: Bromus maritimus)
- الشويعرة الصلبة (باللاتينية: Bromus rigidus)
- الشويعرة الضخمة (باللاتينية: Bromus grandis)
- الشويعرة الطرية (باللاتينية: Bromus hordeaceus)
- الشويعرة الطويلة (باللاتينية: Bromus grandis)
- الشويعرة العقيمة (باللاتينية: Bromus sterilis)
- الشويعرة اللاشوكية (باللاتينية: Bromus inermis)
- الشويعرة المتدلية (باللاتينية: Bromus tectorum)
- شويعرة المروج (باللاتينية: Bromus commutatus)
- الشويعرة المهدبة (باللاتينية: Bromus ciliatus)
- الشويعرة المنتصبة (بالإنجليزية: Bromus erectus)‏